# Labena gloriosa
Labena gloriosa är en stekelart som beskrevs av Cresson 1874. Labena gloriosa ingår i släktet Labena och familjen brokparasitsteklar. Inga underarter finns listade i Catalogue of Life.